# Woźnicko-wieluńská vysočina
Woźnicko-wieluńská vysočina (též jen Wieluńská vysočina; polsky Wyżyna Woźnicko-Wieluńska nebo Wysoczyzna Woźnicko-Wieluńska) je geografický region v jižním Polsku v Opolském vojvodství, Slezském vojvodství a Lodžském vojvodství. Název souvisí s městy v blízkosti okrajů Wyżyny Woźnicko-Wieluńské, kterými jsou Woźniki a Wieluń.

## Členění vysočiny
Wyżyna Woźnicko-Wieluńska se obvykle člení na mezoregiony:
- Wyżyna Wieluńska[4]
- Obniżenie Liswarty[5]
- Próg Woźnicki[6]
- Próg Herbski[7]
- Obniżenie Górnej Warty[8]
- Obniżenie Krzepickie[9]

## Další geografické informace
Wyżyna Woźnicko-Wieluńska je severní částí nadregionu vysočiny Wyżyna Śląsko-Krakowska, která je součásti pohoří Wyżyny Polskie.
Sousedními geografickými oblastmi jsou na východě Wyżyna Małopolska, na jihovýchodě Wyżyna Krakowsko-Częstochowska (Krakovsko-čenstochovská jura), na jihu Wyżyna Śląska, na západě Nizina Śląska (Slezská nížina) a na severu Nizina Południowowielkopolska.

## Města vysočiny
Blachownia, Częstochowa, Działoszyn, Kłobuck, Koziegłowy, Krzepice, Lubliniec, Myszków, Pajęczno, Praszka, Wieluń a Woźniki.

## Galerie

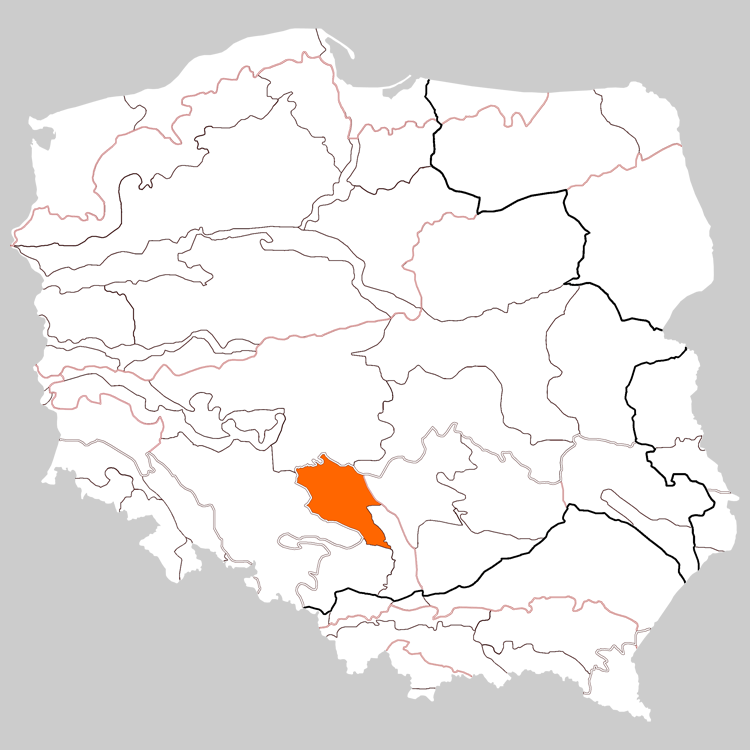
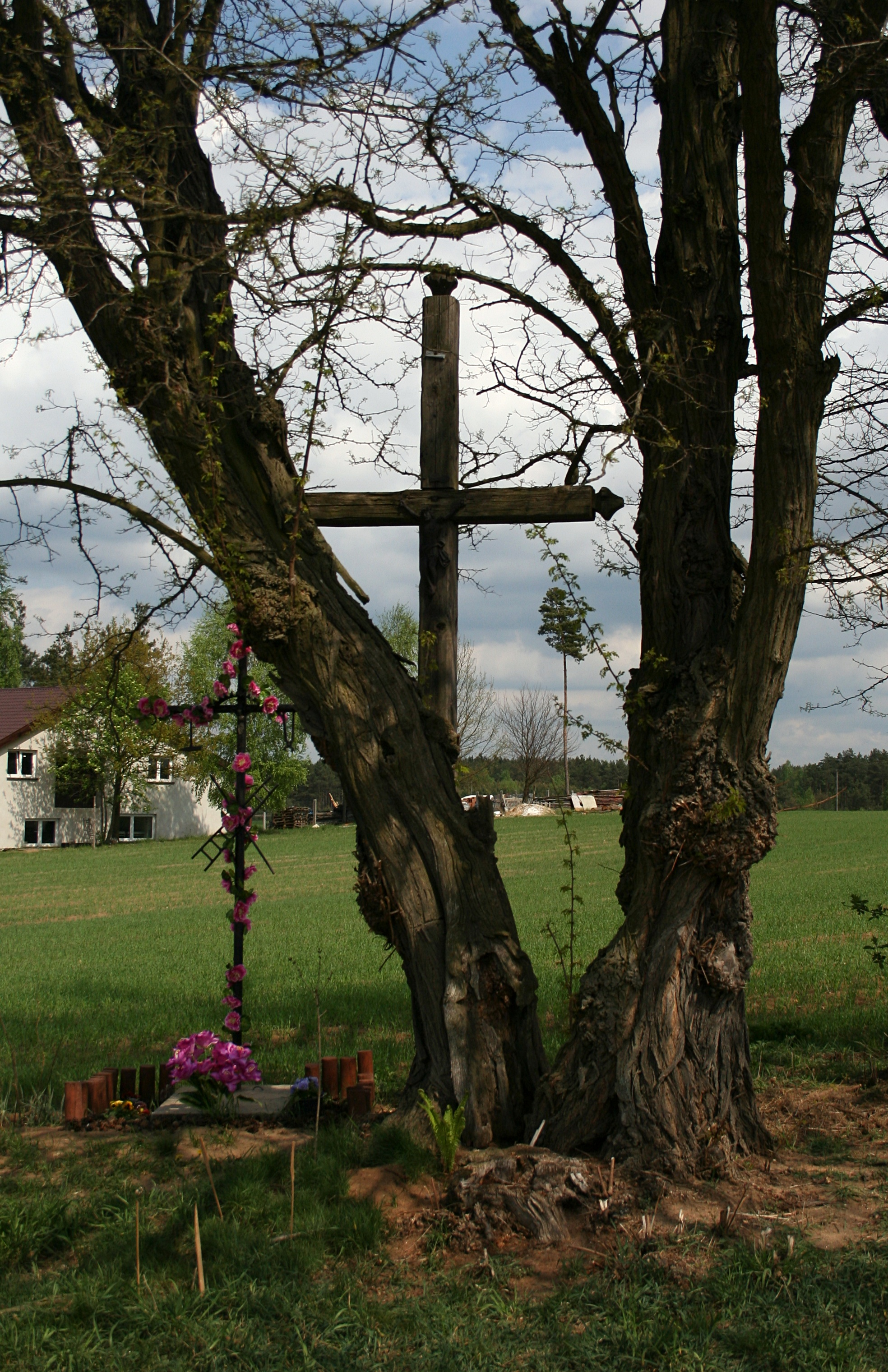
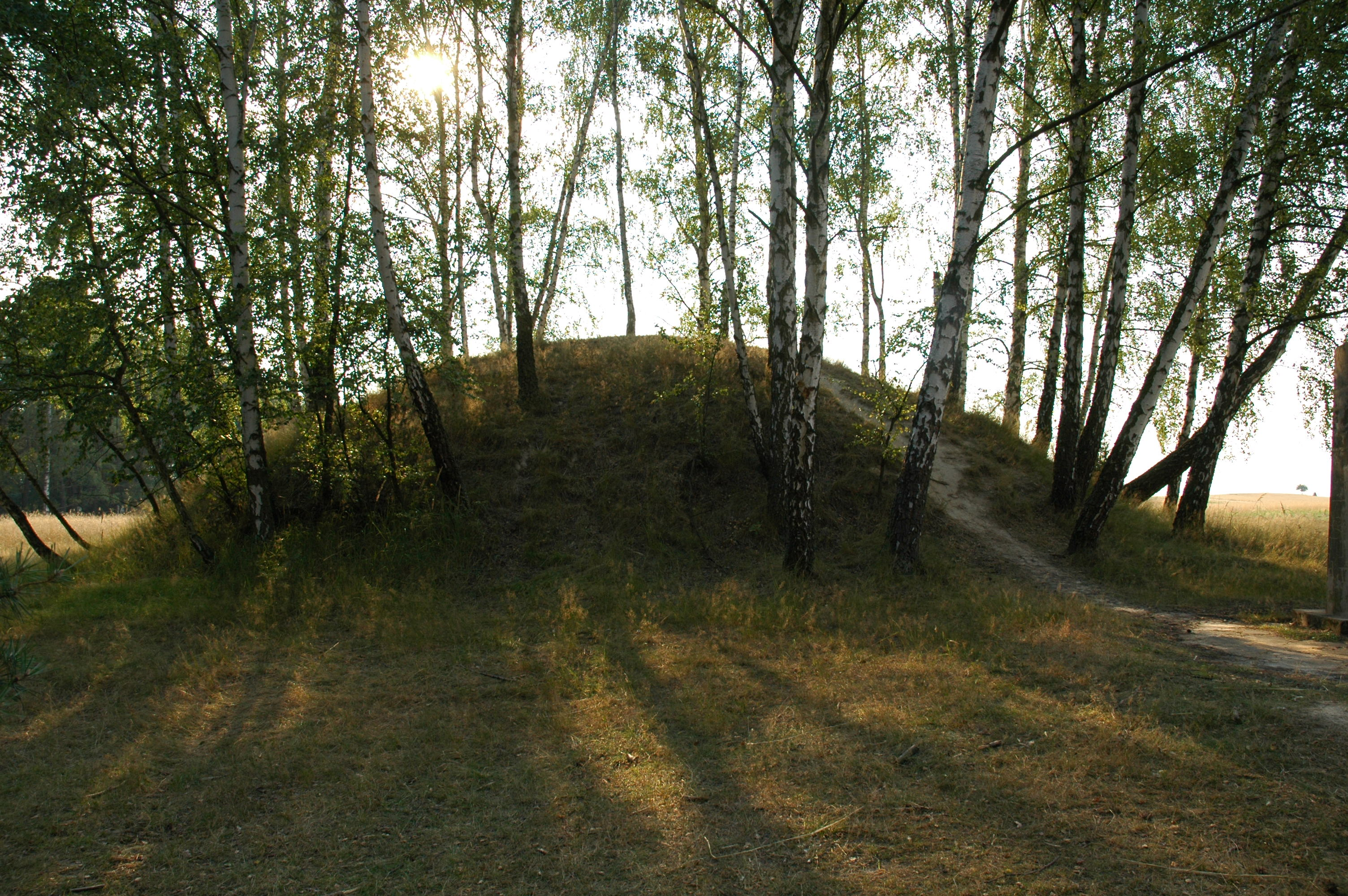
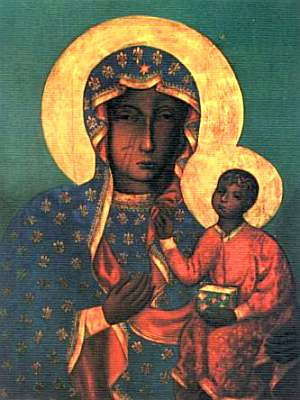
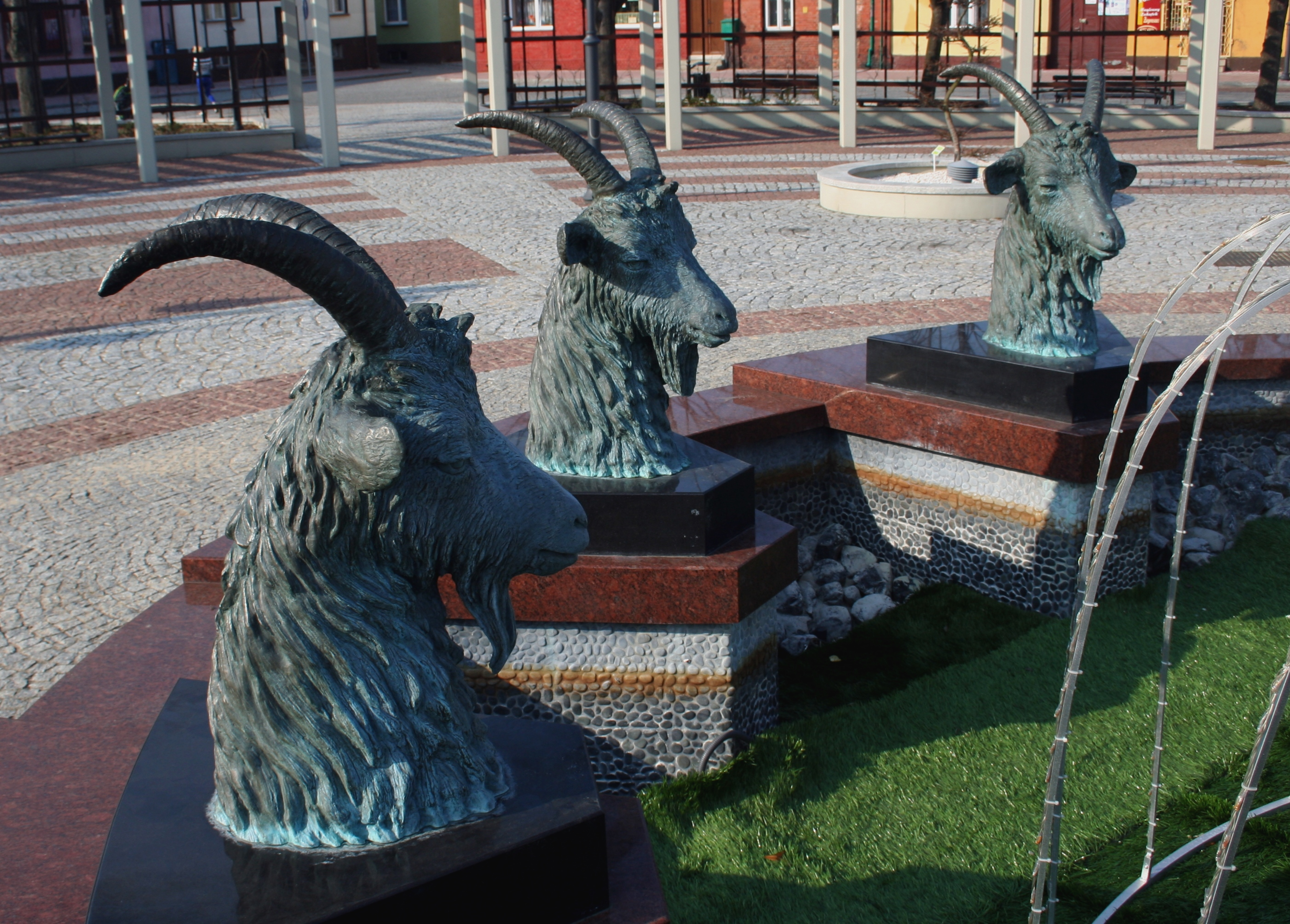
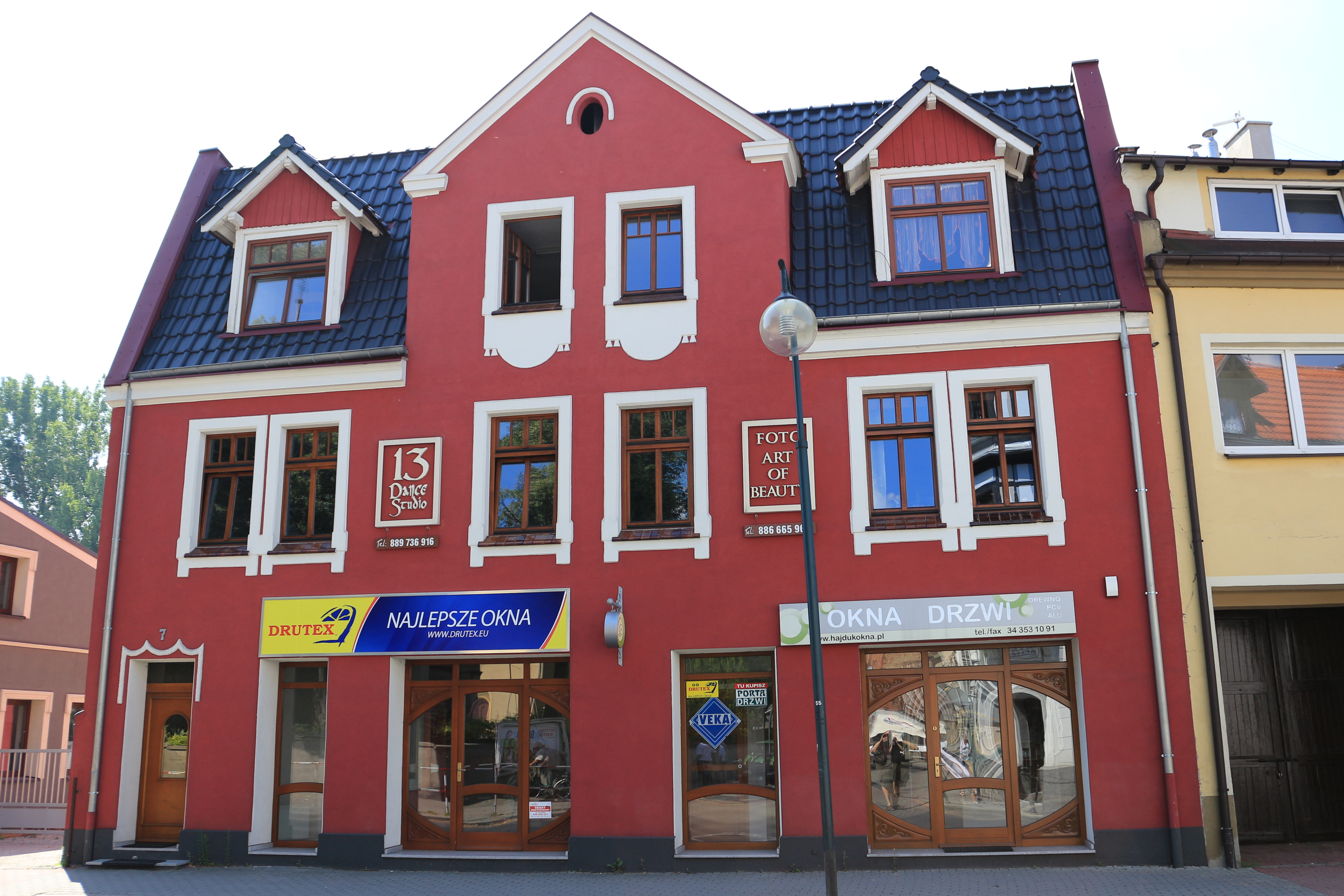
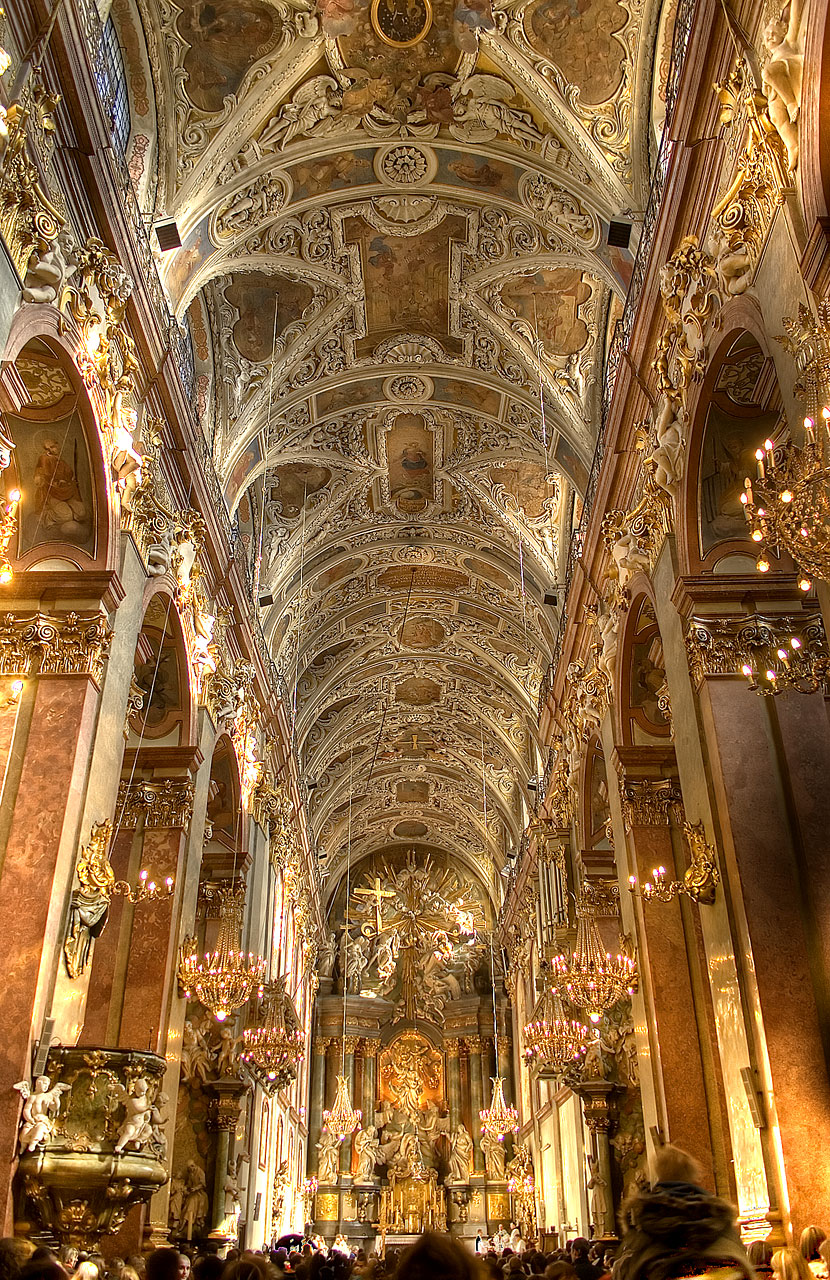